# Love Hina
Love Hina (ラブひな?, Rabu Hina) è un manga scritto e disegnato da Ken Akamatsu di 14 volumi da cui è stato tratto anche un anime nel 2000 di 25 episodi (più due speciali), una serie di 3 OAV nel 2002, 2 drama CD e alcuni racconti. La trama principale vede l'intrecciarsi di varie storie relative ad alcuni personaggi che convivono in un dormitorio femminile chiamato Hinata Inn.
In Italia i DVD sono stati pubblicati dall'etichetta Mondo Home Entertainment a partire dal marzo 2004. È stato trasmesso da varie emittenti locali a partire dal 2005, e nel maggio 2007 è stato trasmesso per la prima volta a livello nazionale dall'ex-emittente del digitale terrestre SitcomUNO, e replicato nel mese di agosto dello stesso anno.

## Trama

Le inquiline dell'Hinata Inn come appaiono nella sigla iniziale dell'anime. Da sinistra verso destra: Mitsune Konno, Kaolla Su, Naru Narusegawa, Shinobu Maehara e Motoko Aoyama.

La storia, una commedia per adolescenti che si svolge nella prefettura di Kanagawa, è incentrata sul diciannovenne Keitaro, che tenta in ogni modo di superare i test d'ingresso per entrare nella più prestigiosa università di Tokyo (la Todai) per via di una promessa fatta da bambino ad una sua amica di giochi di cui non ricorda più il nome: la promessa consisteva nel fatto di riuscire a diventar studenti di quell'università al fine di essere felici per sempre insieme.
Dopo aver fallito l'esame per ben due volte i genitori non son più disposti a sostenerlo ed egli pertanto, deciso ad ogni costo a metter in atto il suo proposito accetta di lavorare come custode nella pensione Hinata, un dormitorio femminile a conduzione familiare di proprietà della nonna.
Dopo diverso tempo riesce a farsi accettare dalle inquiline, anche se alcune continuano a tenerlo d'occhio avendo paura che sia in realtà un maniaco pervertito e trattandolo sempre in modo violento, arrivando più di una volta ad attaccarlo fisicamente in situazioni imbarazzanti.
Da queste premesse le vicende di Keitaro e delle altre ragazze dell'Hinata si svilupperanno, intrecciando il desiderio di impegnarsi e riuscire ad entrare finalmente alla prestigiosa università con il sogno di ritrovare la bambina del suo ricordo.
Keitaro conoscerà Naru e, data la sua bravura, la convincerà ad aiutarlo negli studi: il ragazzo un poco alla volta finisce per convincersi che è lei la bambina della sua infanzia a cui ha fatto la promessa, ma rimane quantomeno sbalordito quando lei lo assicura che si sta sbagliando. Nonostante tutto l'impegno profuso da entrambi, falliscono gli esami d'ammisione
A seguito di ciò e indipendentemente l'uno dall'altra decidono di partire per Kyoto; durante il loro viaggio incontreranno Mutsumi, che vive ad Okinawa ed anche lei si sta preparando per entrare alla Todai.
Nel corso della storia, la locanda vede aumentare il numero di affittuari e problemi, ciò non impedisce tuttavia a Keitaro, Naru e Mutsumi di ritentare: questo ennesimo tentativo (il quarto per Keitaro, secondo per Naru e quarto pure per Mutsumi) dopo una stravagante avventura su un'isola del Pacifico, ha successo ed entrambi entrano all'università, alcuni mesi più tardi, però Keitaro parte per un viaggio di studio ed entra in scena la sorella adottiva di quest'ultimo, Kanako che tenterà di ostacolare la relazione tra Naru e Keitaro. Superato anche questo problema, i due si mettono insieme; l'avventura dopo due anni si conclude con Kanako che assieme alla nonna Hina, lascia l'albergo in elicottero verso una destinazione ignota.

### Tre anni dopo
La timida Ema Maeda, che accarezza il sogno di entrare alla Todai, arriva all'Hinata Inn sperando di trovare alloggio per gli studi. Come per Keitaro l'inizio non è dei migliori, ma tutto si risolve piuttosto in fretta: le protagoniste sono cresciute e vanno all'università (Shinobu è quella maggiormente cambiata) e si prepara il matrimonio di Naru e Keitaro. La cerimonia vede un esorbitante numero di invitati, e si conclude con il solito devastante incidente che fa additare Keitaro come pervertito (scena identica graficamente seppur con qualche differenza a quella della reazione delle inquiline all'arrivo di Keitaro). È Ema a raccogliere il mazzo lanciato, l'avventura di Keitaro e Naru è finita, ora tocca a Ema farsi strada verso il futuro.

## Personaggi
I personaggi, se possibile, vengono descritti sia come compaiono nel manga, sia come compaiono nell'anime, dato che la storia di alcuni personaggi viene stravolta nella trasposizione da carta a video.
- Keitaro Urashima (浦島 景太郎?, Urashima Keitarō) 19 anni. È il protagonista della serie. Nel manga Keitaro viene cacciato di casa dai genitori dopo il secondo fallimento di entrare all'Università di Tokyo e si reca dalla nonna, ovvero all'Hinata Inn, in cerca di un posto dove stabilirsi e ritentare l'ammissione all'università, invece nell'anime si trasferisce su richiesta della nonna nell'Hinata Inn, un dormitorio femminile del quale era proprietaria, per prendere il posto di manager e guadagnare i soldi per la retta dell'università. Il ragazzo infatti è da due anni che tenta di entrare nell'Università di Tokyo, senza riuscire a passare il test d'ingresso la prima volta e l'esame finale la seconda, per tener fede ad una promessa fatta da bambino ad un'amica di cui, sfortunatamente, non ricorda più il nome, né il viso.
- Naru Narusegawa (成瀬川 なる?, Narusegawa Naru) 17 anni. È la coprotagonista della serie. Studentessa che come Keitaro sta tentando il test d'ingresso per entrare nell'Università di Tokyo. Ha un temperamento piuttosto fiero e non esita a picchiare Keitaro ogni volta si trova con lui in una situazione imbarazzante, anche se non è lui a causarla. Vive nella stanza 304.
- Mutsumi Otohime (乙姫 むつみ?, Otohime Mutsumi) 21 anni di Okinawa. Molto gentile e disponibile, tende a svenire spesso ed è piuttosto sbadata. Incontra Keitaro, e poi anche Naru, e li bacia (per tutte e due è il loro primo) dopo che questi decide di fare un breve viaggio verso il sud e si dimostra molto interessata subito al ragazzo. Regala a Naru e Keitaro la tartaruga volante (e parlante) Tama.
- Shinobu Maehara (前原 しのぶ?, Maehara Shinobu) 13 anni. Nel manga si trova già all'interno del dormitorio all'arrivo di Keitaro, nell'anime viene accolta da Keitaro nell'Hinata Inn quando sta per trasferirsi con i suoi genitori in un'altra casa. Fin dal primo momento sembra avere una cotta per Keitaro anche se all'inizio nega alle altre inquiline di provare qualcosa per lui. Estremamente fragile e combattuta sentimentalmente per via della sua giovane età, tende a scusarsi sempre, a star male ogni volta che Keitaro ha contatti fisici con altre ragazze e a scappare piangendo ogni volta che Keitaro si trova in situazioni imbarazzanti con lei (uno dei motivi per il quale Keitaro viene regolarmente picchiato). Vive nella stanza 201.
- Motoko Aoyama (青山 素子?, Aoyama Motoko) 15 anni. Estremamente seria, si dedica quasi esclusivamente al kendō. Soffre per la separazione con la sorella (di cui era in parte anche un po' succube), ha una terribile fobia per le tartarughe e tende ad odiare i maschi in generale, Keitaro in particolare, ritenendo una minaccia che un uomo viva in un dormitorio femminile. Vive nella stanza 302.
- Kaolla Su (カオラ ・スゥ?, Kaora Sū) 13 anni. Studentessa straniera dalla carnagione scura proveniente da un'isola dell'Oceano Pacifico. È particolarmente atletica e ha uno spiccato senso tecnico che la porta a costruire robot e trappole di ogni genere (tra cui la riproduzione robotica della tartaruga Tama). Il suo carattere fanciullesco cambia quando nel cielo notturno spicca la luna rossa. Vive nella stanza 301.
- Mitsune Konno (紺野 みつね?, Konno Mitsune) 19 anni. Soprannominata Kitsune. Scrittrice costantemente ubriaca, è una vecchia amica di Naru. È attratta particolarmente dalle situazioni imbarazzanti verso cui cerca sempre di spingere Keitaro e Naru. Vive nella stanza 205.
- Haruka Urashima (浦島 はるか?, Urashima Haruka). Zia di Keitaro, la donna più anziana di Hinata Inn, aiuta Keitaro a tenere in ordine il posto e sembra essere particolarmente informata sulla storia del dormitorio. Non sopporta che il nipote la chiami "zia".
- Noriyasu Seta (瀬田 記康?, Seta Noriyasu). Professore dell'Università di Tokyo e vecchio tutor di Naru (di cui lei poi si era innamorata). Particolarmente sbadato alla guida del suo mezzo e nell'approccio con le donne, ha in realtà una grande abilità nelle arti marziali e nell'archeologia.
- Sarah McDougall (サラ・マクドゥガル?, Sara Makudugaru). Ragazzina di cui si prende cura Seta. All'inizio tenta in tutti i modi di distruggere la vita a Keitaro e le ragazze dell'Hinata Inn per poter tornare con suo padre, ma poi diventa una grande amica di Kaolla Su.
- Kanako Urashima (浦島 可奈子?, Urashima Kanako). Sorella adottiva di Keitaro, particolarmente attaccata al fratello (in modo quasi morboso), al quale da piccola era molto legata e adesso ne è innamorata.
- Ema Maeda (真枝 絵馬?, Maeda Ema). Timida quindicenne che compare nell'ultimo episodio della saga (solo nel manga), cioè al momento del matrimonio tra Naru e Keitaro, le sue vicende si ripetono specularmente a quelle del primo incontro fra Naru e Keitaro (al posto di Naru troviamo una matura e più disinvolta Shinobu); durante la celebrazione riesce ad afferrare il mazzo di fiori, e questo fa presagire che la sua storia, pur dovendo ancora essere scritta, sarà per certi versi simile a quella di Keitaro.
- Kentaro Sakata (坂田 健太朗?, Sakata Kentarō). Un personaggio presente solo nell'anime, appare come l'esatto contrario di Keitaro: mentre quest'ultimo è imbranato e snobbato dalle ragazze, Kentaro invece è un ragazzo di successo, ricco e corteggiato. Innamoratosi di Naru, andrà a lavorare all'Hinata per cercare di conquistarla.
- Mei Narusegawa (成瀬川 メイ?, Narusegawa Mei). Sorella adottiva di Naru (figlia del nuovo marito di sua madre). Entra in scena nell'anime per riportare a casa la sorella, apparentemente per poter poi studiare all'estero. Il suo comportamento è in realtà dovuto alla mancanza d'affetto e d'appoggio di una sorella maggiore. Cercherà di far unire Keitaro e Mutsumi, nella speranza di poter così convincere Naru a ritornare a casa.

## Stile
Love Hina è una commedia romantica shōnen che vede un ragazzo particolarmente sfortunato ma con una grande forza di volontà che si trova a contatto con un alto numero di ragazze (di bellezza sopra la media) con cui farà amicizia. Una grossa differenza con altri anime e manga di questo genere è che all'inizio Keitaro, il protagonista, è particolarmente odiato dalle ragazze. Tanto che viene spesso picchiato e apostrofato come pervertito.

## Manga
La serie Love Hina è stata scritta da Ken Akamatsu e serializzata sulla rivista Weekly Shōnen Magazine, edita da Kōdansha, dal 21 ottobre 1998 al 31 ottobre 2001. Successivamente la stessa casa editrice ha raccolto i vari capitoli in quattordici volumi tankōbon, pubblicati tra il 15 marzo 1999 e il 15 gennaio 2002.
In Italia la serie è stata pubblicata da Play Press dall'ottobre 2001 al gennaio 2004 per poi essere ristampata da Panini Comics sotto l'etichetta Planet Manga dal settembre 2009 al settembre 2010, questa seconda edizione presentava una traduzione rivista e corretta rispetto alla precedente.

### Volumi
| Nº | Data di prima pubblicazione | Data di prima pubblicazione | Data di prima pubblicazione |
| Nº | Giapponese                  | Giapponese                  | Italiano                    |
| -- | --------------------------- | --------------------------- | --------------------------- |
| 1  | 15 marzo 1999               | ISBN 978-4-06-312670-9      | ottobre 2001                |
| 2  | 14 aprile 1999              | ISBN 978-4-06-312681-5      | gennaio 2002                |
| 3  | 15 giugno 1999              | ISBN 978-4-06-312705-8      | marzo 2002                  |
| 4  | 13 settembre 1999           | ISBN 978-4-06-312739-3      | maggio 2002                 |
| 5  | 15 novembre 1999            | ISBN 978-4-06-312776-8      | luglio 2002                 |
| 6  | 15 febbraio 2000            | ISBN 978-4-06-312805-5      | settembre 2002              |
| 7  | 12 aprile 2000              | ISBN 978-4-06-312827-7      | novembre 2002               |
| 8  | 14 luglio 2000              | ISBN 978-4-06-312863-5      | gennaio 2003                |
| 9  | 14 ottobre 2000             | ISBN 978-4-06-312892-5      | marzo 2003                  |
| 10 | 15 gennaio 2001             | ISBN 978-4-06-312923-6      | maggio 2003                 |
| 11 | 14 marzo 2001               | ISBN 978-4-06-312958-8      | luglio 2003                 |
| 12 | 13 luglio 2001              | ISBN 978-4-06-312991-5      | ottobre 2003                |
| 13 | 15 ottobre 2001             | ISBN 978-4-06-313029-4      | dicembre 2003               |
| 14 | 15 gennaio 2002             | ISBN 978-4-06-313070-6      | gennaio 2004                |

## Anime

### Struttura
L'anime è composto da 25 episodi della durata di circa 20 minuti l'uno. La trama principale viene conclusa con l'episodio 24, e in molti hanno notato come il venticinquesimo episodio sembrasse l'inizio di una nuova storia. Questo perché effettivamente doveva apirire una nuova serie di episodi, ma per via di problemi con il budget è stato l'unico ad essere realizzato della nuova serie.
In Giappone è stato prodotto un ventiseiesimo episodio costituito da un collage di immagini dei vari episodi, trasmesso dopo il Love Live Hina, un concerto a cui hanno partecipato tutti i cantanti che hanno collaborato alla colonna sonora della serie.
Successivamente furono prodotti due episodi speciali da 45 minuti, il Christmas Special e lo Spring Special e una serie di 3 OAV chiamati Love Hina Again che pone un termine più netto di quello affrontato nella serie originale alla trama principale (soprattutto circa la relazione tra Keitaro e Naru). In realtà però la storia trattata nel manga non viene conclusa dagli adattamenti multimediali e per questo motivo molti fan trovano che la lettura dei volumi dia maggiori possibilità di apprezzare la serie nella sua interezza.
Il vero finale della storia è stato poi prodotto sotto forma di due CD audio in giapponese.

### Sigle

#### Love Hina
- Sigla iniziale: Sakura Saku di Megumi Hayashibara
- Sigla finale: Kimi Sae Ireba di Megumi Hayashibara
- Seconda sigla finale: Hajimari wa Kokokara di Megumi Hayashibara
- Sigla italiana: Love Hina di Cinzia Effe (Cinzia Farolfi)[33]

#### Love Hina Again
- Sigla iniziale: Kirari Takaramono di Yui Horie
- Sigla finale: Be for you, be for me di Yui Horie

### Doppiaggio
| Personaggio      | Doppiatore giapponese | Doppiatore italiano (serie TV e OAV 2)                       | Doppiatore italiano (OAV 1) |
| ---------------- | --------------------- | ------------------------------------------------------------ | --------------------------- |
| Keitaro Urashima | Yūji Ueda             | Alessio De Filippis                                          | Marco Vivio                 |
| Naru Narusegawa  | Yui Horie             | Perla Liberatori                                             | Francesca Guadagno          |
| Shinobu Maehara  | Masayo Kurata         | Barbara Pitotti                                              | Francesca Manicone          |
| Mitsune Konno    | Junko Noda            | Domitilla D'Amico                                            | Beatrice Margiotti          |
| Kaolla Su        | Reiko Takagi          | Gaia Bolognesi                                               | Laura Lenghi                |
| Motoko Aoyama    | Yu Asakawa            | Alessia La Monica                                            | Antonella Baldini           |
| Haruka Urashima  | Megumi Hayashibara    | Ludovica Marineo                                             | Gaia Bolognesi              |
| Mutsumi Otohime  | Satsuki Yukino        | Valeria Vidali                                               | Maura Cenciarelli           |
| Seta Noriyasu    | Yasunori Matsumoto    | ? (ep. 4) Mimmo Strati (ep. 14-24 e OAV 2)                   |                             |
| Sarah McDougal   | Yumiko Kobayashi      | Raffaella Castelli                                           | Monica Vulcano              |
| Tama-chan        | Yukie Maeda           | Yukie Maeda                                                  | Yukie Maeda                 |
| Mei Narusegawa   | Yuri Shiratori        | Monica Vulcano                                               | Letizia Ciampa              |
| Amara Su         | Aya Hisakawa          | Alessandra Chiari                                            | non presente                |
| Moe              | Satomi Koorogi        | Gemma Donati                                                 | non presente                |
| Kentaro Sakata   | Ryōtarō Okiayu        | Alberto Bognanni                                             | Wladimiro Grana             |
| Haitani Masayuki | Hiroyuki Yoshino      | Daniele Raffaeli                                             |                             |
| Shirai Kimiaki   | Michio Miyashita      | Leonardo Graziano (ep. 1-10) Paolo Vivio (ep. 16-23 e OAV 2) | Manfredi Aliquò             |
| Hina Urashima    | Masako Nozawa         | Ludovica Marineo                                             |                             |